# Paris (Kentucky)
Paris is een plaats (city) in de Amerikaanse staat Kentucky, en valt bestuurlijk gezien onder Bourbon County.

## Demografie
Bij de volkstelling in 2000 werd het aantal inwoners vastgesteld op 9183.
In 2006 is het aantal inwoners door het United States Census Bureau geschat op 9304, een stijging van 121 (1,3%).

## Geografie
Volgens het United States Census Bureau beslaat de plaats een oppervlakte van
17,6 km², geheel bestaande uit land.

## Geboren
- Jim Kelly (1946-2013), acteur en vechtkunstenaar

## Plaatsen in de nabije omgeving
De onderstaande figuur toont nabijgelegen plaatsen in een straal van 24 km rond Paris.